# Vermout

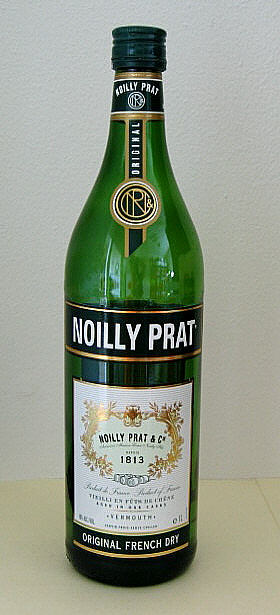
Fles Franse vermout

Vermout (uitspraak: vermoet [ˌvɛrˈmut]; Italiaans: vermut) is een versterkte wijn, op smaak gebracht met aromatische planten en kruiden. 
De drank ontstond in Frankrijk in de 18e eeuw en was geïnspireerd op een Duitse versterkte wijn met absintalsem (Artemisia absinthium), een plant die in het Duits Wermut heet (in het Middelnederlands wermoed). Absintalsem is een kruid dat gebruikt wordt bij de distillatie van absint. Andere kruiden - minimaal 50 soorten - die kunnen worden toegevoegd zijn tijm, kinine en vanille.  In sommige gevallen kan men ook suikers of zuren toevoegen. Oorspronkelijk werden de verschillende kruiden gebruikt om de flauwe smaak van goedkope, doorgaans jongere wijnen te verbeteren.

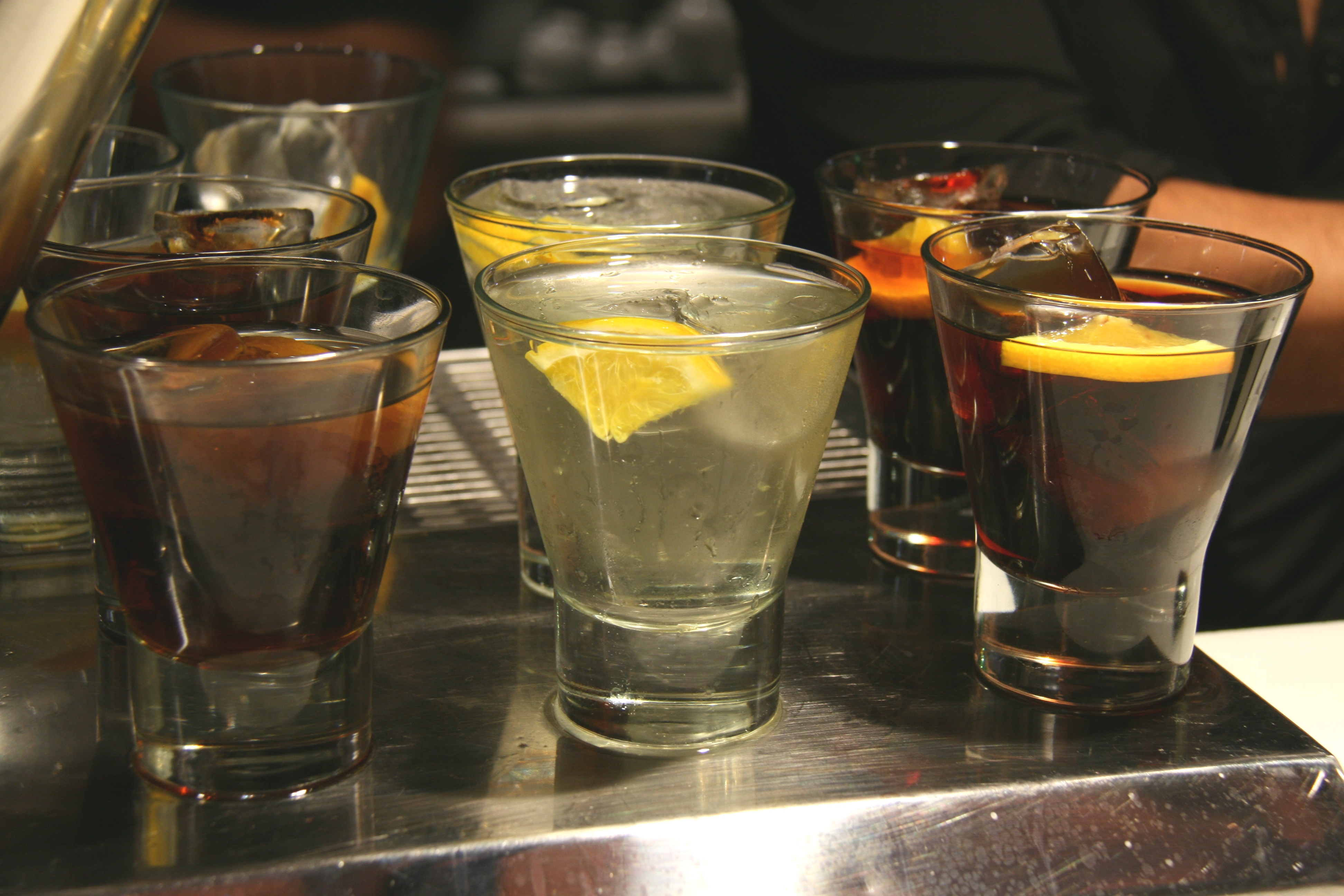
Drie soorten vermout

Vermout wordt veel als aperitief en digestief genuttigd. Het alcoholpercentage ligt doorgaans rond de 15%, maar er zijn goedkopere varianten op de markt met lagere alcolholpercentages. In verband met de concurrentie wordt door de fabrikanten niet openbaar gemaakt welke kruiden gebruikt worden bij de bereiding. 
Er zijn vier soorten vermout, gerangschikt van zoet naar droog:
- witte: fruitig, licht en verfrissend; kan gemengd worden met  sodawater, limonade of vruchtensap (Italiaans: bianco)
- rode: vaak als aperitief gedronken, bitterzoete kruidensmaak (Italiaans: rosso)
- droge: als basis voor cocktails (bv. Martini), wit, tintelend, maximum 5% residu suiker, meestal een alcoholpercentage van 18%
- Franse

De meeste vermouts worden in Italië gemaakt. De grootste producenten bevinden zich in Turijn. Een ervan, Martini & Rossi, is zo bekend geworden dat voor veel mensen het woord martini zelfs synoniem is aan vermout. Buiten Italië maakt Noilly Prat in Marseille de Franse vermout en ook in bijvoorbeeld Ierland, Bulgarije en Spanje worden verschillende soorten vermout geproduceerd.